# Home Guard

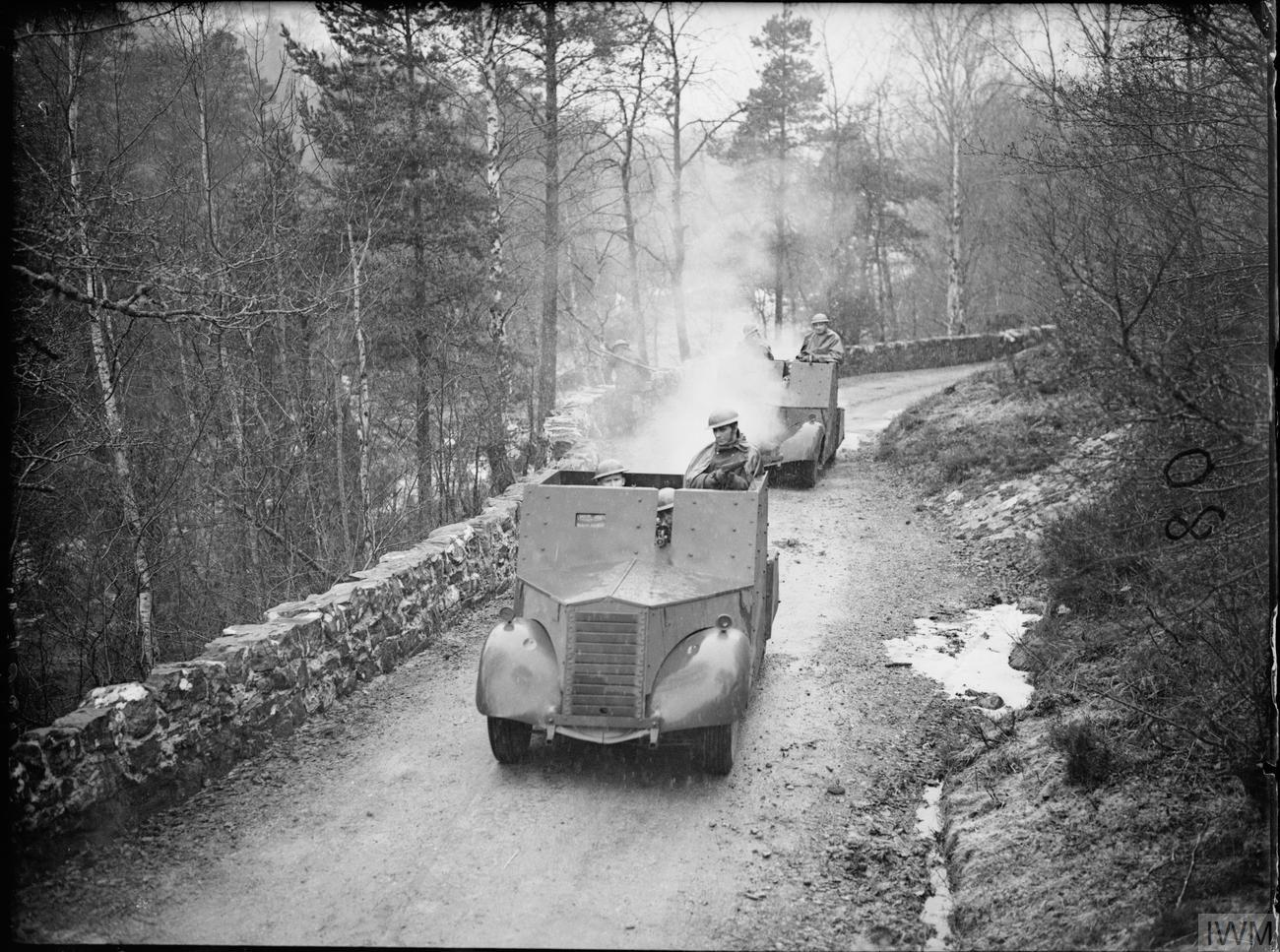
Véhicules de reconnaissance Standard Beaverette de la Home Guard dans les Highlands écossais en février 1941.

La Home Guard est une formation paramilitaire britannique instituée au début de la Seconde Guerre mondiale, afin de protéger le territoire national contre un éventuel débarquement allemand (opération Seelöwe) qui n'aura finalement jamais lieu. À l'issue de la campagne de mai 1940, qui vit la défaite de la British Expeditionnary Force, le Royaume-Uni se retrouva en effet sous la menace d'être à son tour envahi et se trouvait affaibli et désorganisé afin d'assurer une défense terrestre optimale de son territoire, d'où la création de cette force complémentaire à l'armée de terre.
La Home Guard compta jusqu'à un million et demi de membres, ses effectifs étant recrutés sur la base du volontariat. En raison de l'âge de beaucoup de ceux-ci, qui n'étaient plus aptes à servir dans l'armée régulière ou même dans la Territorial Army, elle reçut le sobriquet de Dad's Army - l'« Armée de Papa ». Elle fut chargée entre autres de la garde côtière et de la protection de sites sensibles ou essentiels tels que aérodromes, usines ou dépôts d'explosifs. Elle fut dissoute le 31 décembre 1945.
La Home Guard peut être comparée au Volkssturm allemand, des Corps combattants des citoyens patriotiques du Japon ou à la National Guard américaine, mais à l'inverse du premier cité, elle ne prit aucune part directe aux combats.

## Création et organisation
La Home Guard - les Local Defence Volunteers ou LDV (litt. : Volontaires pour la défense locale), selon l'appellation d'origine - a été fondée en 1940.
La genèse quelque peu chaotique et la part d'improvisation dans la constitution officielle et la mobilisation de la Home Guard sont à l'image des atermoiements du gouvernement britannique au fil des évènements sur le front occidental pendant le printemps de 1940. Bien que la constitution d'une telle milice ait été envisagée dès l'ouverture des hostilités en septembre 1939, ce projet resta sans suite réelle du fait des réserves des milieux officiels. Si, dans un premier temps, l'intervention des Fallschirmjäger (parachutistes) de l'armée allemande en Norvège puis aux Pays-Bas et en Belgique à un moment fait craindre la perspective d'une invasion aéroportée du Royaume-Uni ou l'infiltration d'une cinquième colonne, l'évolution de la situation sur le front belgo-français, après avoir brièvement tenu un moment la question de la mobilisation d'une telle milice en suspens, relança finalement le projet dans une certaine précipitation après le désastre de la campagne de France et le rapatriement en urgence du corps expéditionnaire britannique privé de tout son matériel, l'arrivée des troupes allemandes sur les côtes de la Manche faisant à nouveau resurgir le spectre d'une invasion - cette fois par voie amphibie.

### Origines
L'idée d'instituer une Home Guard peut entre autres être attribuée au capitaine Tom Wintringham (en) qui à son retour de la guerre civile espagnole écrivit un livre intitulé « How To Reform the Army ». Dans cet ouvrage, outre un grand nombre de réformes de l'armée régulière, Wintringham proposa la création de douze divisions similaires dans leur composition aux Brigades internationales qui avaient été constituées en Espagne pendant le conflit, ces divisions devant être levées par l'engagement volontaire de vétérans de l'armée et de jeunes. Malgré l'intérêt soulevé au sein du Ministère de la Guerre, l'appel de Wintringham pour entraîner immédiatement 100 000 hommes ne fut pas suivi.
Quand le Royaume-Uni déclara la guerre au Troisième Reich le 1er septembre 1939, des discussions s'ouvrirent dans les cercles officiels sur les moyens que pourrait mettre en œuvre l'Allemagne pour envahir les îles Britanniques, de nombreux rapports émanant de sources diplomatiques ou des services de renseignements semblant indiquer la possibilité d'un débarquement ennemi imminent dès la première semaine du conflit. Plusieurs ministres du gouvernement et des hauts responsables de l'armée, y compris le commandant en chef des « Home Forces », le général Walter Kirke (en), estimèrent que la menace d'invasion était grandement exagérée et se montrèrent dès lors sceptiques mais d'autres non, à l'instar de Winston Churchill, le tout nouveau « Premier Lord de l'Amirauté ». Churchill suggéra que des forces de défense locales devraient être levées parmi les membres de la population inaptes à servir dans les forces régulières mais tenant à servir leur pays. Dans une lettre qu'il écrivit le 8 octobre 1939 à Samuel Hoare, le Lord du Sceau privé, Churchill appela à la formation d'une « garde nationale » d'environ 500 000 hommes âgés de plus de quarante ans.
Alors que les responsables gouvernementaux discutaient de la nécessité d'une force de défense du territoire, une telle formation était effectivement mise sur pied sans aucun encouragement officiel : dans le comté de l'Essex, des hommes ne pouvant pas être appelés sous les armes se portaient volontaires au sein d'une légion locale dans le style de la Legion of Frontiersmen (en) créée au début du siècle pour la défense de l'Empire. Les officiels furent rapidement avisés de cette initiative, l'Adjudant-général, Sir Robert Gordon-Finlayson, faisant valoir que le gouvernement devait encourager le développement d'autres organisations non officielles similaires. Toutefois, la crainte d'une invasion diminua rapidement lorsqu'il devint évident que l'armée allemande n'était pas en mesure de lancer une telle opération et l'enthousiasme officiel pour la constitution de forces de défense locales diminua, la défense locale semblant s'être auto-dissoute en même temps.

### La création de laHome Guard
L'Opération Weserübung et le « Plan Jaune » (avril-début mai 1940)

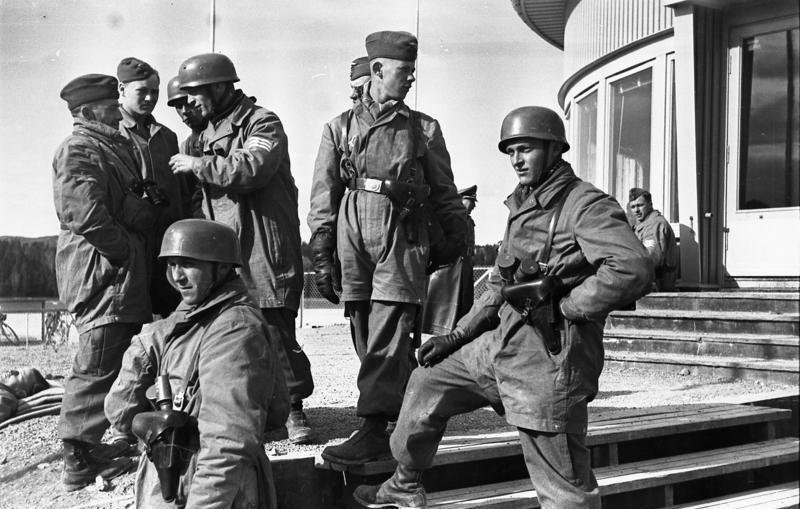
Des parachutistes allemands à Oslo après l'invasion de la Norvège. Les spectaculaires opérations aéroportées allemandes en Norvège, aux Pays-Bas et à Eben-Emael (Belgique) firent craindre aux Britanniques la possibilité d'une invasion par la voie des airs.

Les opérations combinées à grande échelle d'invasion mises en œuvre par l'OKW - le commandement suprême allemand - lors de la conquête de la Norvège en avril 1940 (Opération Weserübung) firent resurgir rapidement les craintes d'une invasion, craintes encore exacerbées par des rapports dans la presse et d'organismes officiels gouvernementaux faisant état d'une prétendue « cinquième colonne » opérant en Grande-Bretagne pour permettre celle-ci par les forces aéroportées allemandes. Le gouvernement se retrouva bientôt pressé de faire interner les étrangers suspects pour éviter la formation d'une cinquième colonne et de permettre à la population de prendre les armes pour se défendre contre une invasion. Des appels en faveur de la formation de quelque forme de « garde nationale » commencèrent à se faire entendre dans la presse et de la part de particuliers tandis que le gouvernement commençait à interner les ressortissants allemands et autrichiens résidant dans le pays.
La bataille de France débuta en mai 1940, lorsque la Wehrmacht envahit la Belgique et les Pays-Bas en direction de la Manche et de la France.
Le magnat de la presse Lord Kemsley proposa à titre privé au War Office que les clubs de tir soient instruits pour former le noyau d'une force de défense du pays, et Josiah Wedgwood, un député travailliste, écrivit au Premier ministre pour demander que toute la population adulte soit formée au maniement des armes et reçoive des armes pour se défendre. Des appels similaires parurent dans les colonnes des journaux : dans le numéro du 12 mai du Sunday Express, un brigadier appela le gouvernement à émettre librement des permis de détention d'armes et à autoriser la vente libre de munitions pour les détenteurs d'armes légères et le même jour le Sunday Pictorial demanda si le gouvernement avait examiné la possibilité de former les golfeurs au tir à la carabine pour éliminer les parachutistes isolés.
La mobilisation (mi-mai 1940)

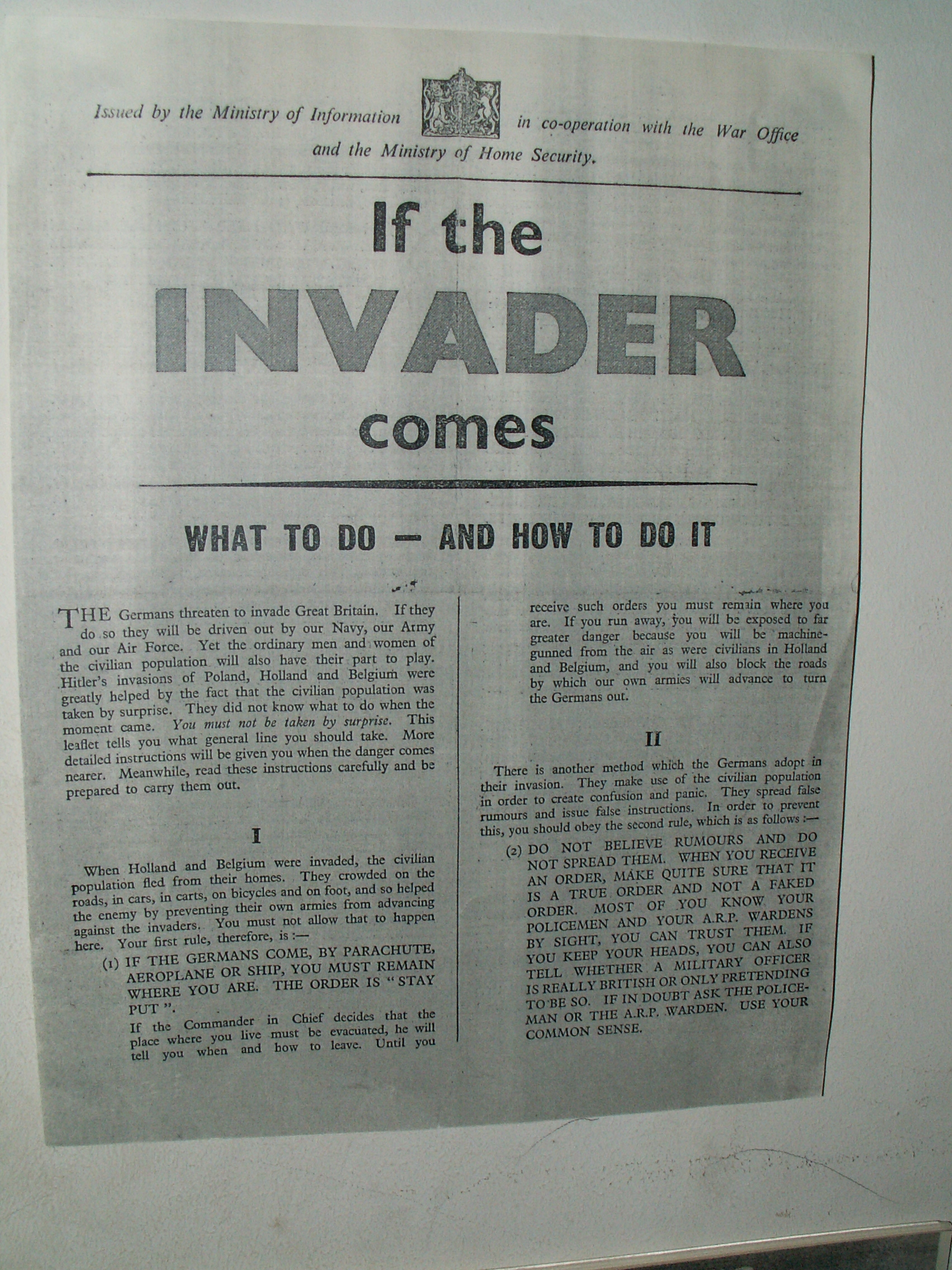

Ces appels alarmèrent le gouvernement et les hauts responsables militaires qui s'inquiétaient à la perspective de voir la population former des milices privées de défense que l'armée ne serait pas en mesure de contrôler et à la mi-mai, le Home Office publia un communiqué de presse sur la question rappelant que c'était la tâche de celle-ci de faire face aux parachutistes ennemis, tout civil portant une arme et tirant sur les troupes allemandes étant susceptibles d'être exécuté s'il était capturé.
Ces milices de défense privées ne tardèrent cependant pas à se former dans tout le pays, plaçant le gouvernement dans une position inconfortable : ces formations que l'armée pourrait ne pas être en mesure de contrôler pouvaient fort bien gêner les opérations de celle-ci en cas d'invasion mais ignorer ces appels à la formation d'une force de défense nationale pouvait devenir politiquement problématique. Une force d'auto-défense officiellement parrainée donnerait au gouvernement un plus grand contrôle en permettant également de renforcer la sécurité autour des zones vulnérables telles que les usines de munitions et les terrains d'aviation mais il y avait une certaine confusion quant à savoir qui formerait et contrôlerait cette force, des plans distincts ayant été établis par le War Office et le Quartier-général des Forces de l'Intérieur du général Kirke.

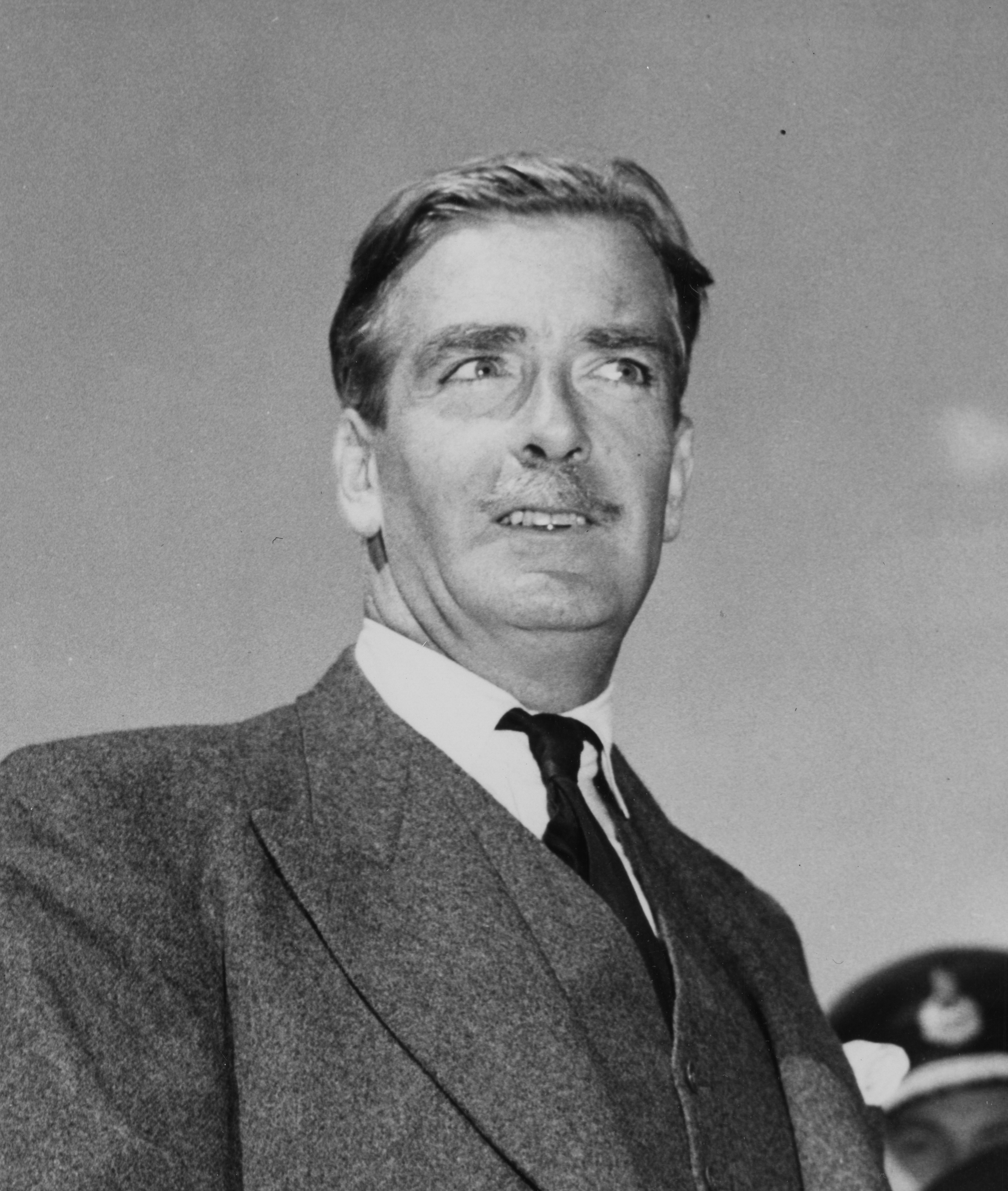
Anthony Eden, le « père » de la Home Guard.

Le gouvernement et les responsables militaires comparèrent rapidement leurs projets et le 13 mai élaborèrent un plan improvisé en vue de la création d'une force de défense domestique, devant être appelée les Local Defence Volunteers. Mais la précipitation apportée à son élaboration et à son annonce au public souleva un certain nombre de problèmes administratifs et logistiques, relatifs par exemple à la façon dont les volontaires seraient armés, ce qui poserait d'autres soucis à mesure que la mobilisation progresserait. Cependant, au soir du 14 mai 1940, le secrétaire d'État à la Guerre, Anthony Eden, annonça lors d'une émission radiophonique la formation officielle des Local Defence Volunteers et appela les volontaires à rejoindre leurs rangs.
Dans son annonce radiodiffusée, Eden appela les hommes âgés de 17 à 65 ans qui n'étaient pas sous les armes mais tenaient à défendre leur pays contre une invasion à s'engager dans les LDV à leur poste de police local. L'annonce fut accueillie avec beaucoup d'enthousiasme de la part de la population, 250 000 bénévoles tentant de s'inscrire dans les sept premiers jours. En juillet ce nombre était passé à un million et demi.
Comme les volontaires et les associations privées comme les clubs de cricket commençaient à former leurs propres unités, surnommées les « parashots  » par la presse, le War Office continua jeter les bases administratives et logistiques de l'organisation. Dans les télégrammes adressés aux Lords Lieutenant de chaque comté, il était expliqué que les unités de LDV opéreraient dans des zones militaires préexistantes déjà utilisées par l'armée régulière, avec un officier général d'état-major travaillant en coordination avec les responsables civils régionaux pour partager ces régions militaires en plus petites zones - celles-ci étant constituées à Londres sur la base des districts de police. Le 17 mai, les LDV reçurent un statut juridique officiel lorsque le Conseil privé royal publia le Defence (Local Defence Volunteers) Order in Council et des communiqués furent adressés dans tout le royaume par le ministère de la Guerre aux états-majors de l'Armée régulière expliquant le statut des unités de LDV. Les volontaires seraient organisés en sections, pelotons et compagnies mais ne seraient pas payés et les chefs des unités n'auraient pas de grade et ne seraient pas habilités à commander les unités régulières de l'armée.
La bataille de France et l'opération Dynamo.

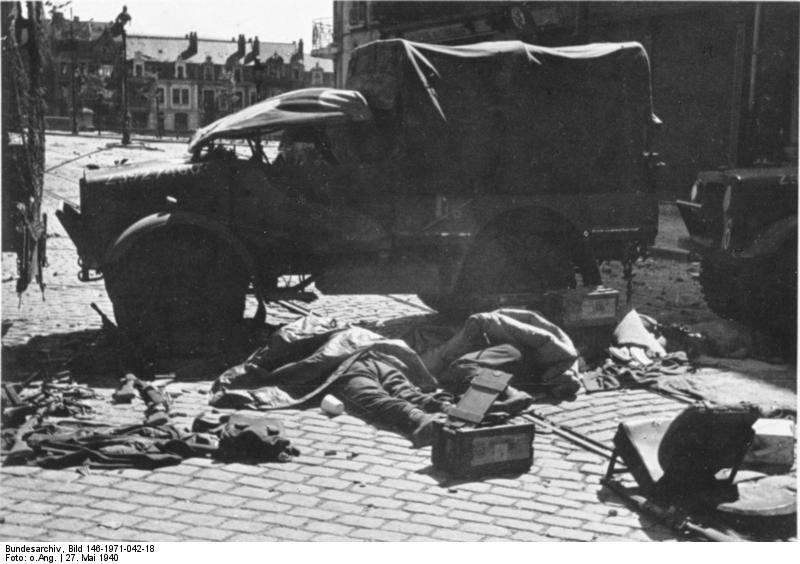

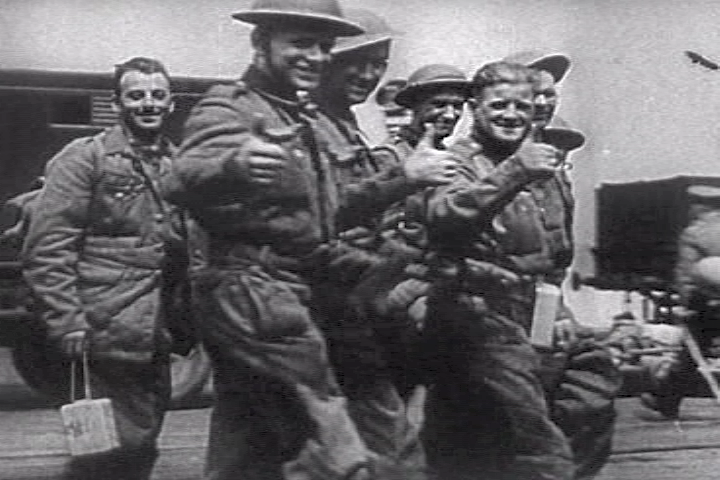
Militaires britanniques évacués de Dunkerque.

Le 20 mai, les forces allemandes ont atteint la Manche et le 28 mai l’armée belge s’est rendue. La perspective de l'occupation de la région côtière de la Manche fait de l’invasion des îles Britanniques une possibilité vraiment alarmante.
Dans ce contexte catastrophique, l'évacuation de la Force expéditionnaire britannique de Dunkerque (Opération Dynamo) devient donc l'objectif prioritaire du ministère de la Guerre et du Quartier général des Forces intérieures et la mobilisation de la milice s'avère dès lors extrêmement laborieuse.
Cet apparent manque d'intérêt conduisit de nombreux volontaires à s'impatienter, surtout quand il fut annoncé que ceux-ci ne recevraient que des brassards imprimés « LDV » en attendant que des uniformes appropriés puissent être fabriqués tandis qu'aucune mention n'était faite quant à la distribution d'armes aux unités. Cette impatience amena certaines unités à conduire leurs propres patrouilles sans autorisation officielle, souvent sous la conduite de vétérans qui avaient déjà servi auparavant dans les forces armées. La présence de nombreux anciens combattants et la nomination d'ex-officiers comme commandants des unités de LDV ne fit qu'aggraver la situation, beaucoup croyant qu'ils n'avaient pas besoin d'une formation avant d'être armés, ce qui conduisit à de nombreuses plaintes reçues par le ministère de la Guerre et la presse, de nombreux ex-officiers supérieurs tentant de jouer de leur influence pour obtenir des armes ou la permission de commencer les patrouilles.

### Définir le rôle et les missions de laHome Guard
Un autre problème survint pendant la phase de constitution des LDV, relatif à la définition du rôle que la milice serait amenée à remplir. Aux yeux du Ministère de la Guerre et l'Armée, les LDV devaient agir comme une « constabulary supplétive armée » qui, dans le cas d'une invasion, devait observer les mouvements des troupes allemandes, transmettre des informations aux forces régulières et garder les endroits de quelque importance stratégique ou tactique. Le War Office estimait que les LDV devaient se cantonner à ce rôle passif en raison de leur manque d'entraînement, d'armes et d'équipement. Cependant cette définition limitée de leur mission s'opposait aux attentes des commandants et des membres de la milice qui croyaient que celle-ci serait mieux utilisée dans un rôle plus actif en attaquant et harcelant les forces allemandes. Cette divergence conduisit à des problèmes de moral et à de nouvelles plaintes dans la presse et auprès du Ministère de la Guerre de la part de membres des LDV qui s'opposaient à ce que, dans leur opinion, le gouvernement les laisse sans défense et les relègue dans un rôle non-combattant. Ces plaintes quant au rôle des volontaires, ainsi que des problèmes persistants rencontrés par le War Office dans ses efforts pour habiller et armer la milice, conduisirent le gouvernement à répondre à la pression publique en août en redéfinissant le rôle des Local Defence Volunteers pour y inclure la mission de retarder et entraver les forces allemandes par tous les moyens possibles.
Dans le même temps, Winston Churchill, qui avait pris le poste de Premier ministre en mai, s'immisça dans la discussion après avoir été mis au courant de ces problèmes - obtenant du War Office  un résumé de la position des Volunteers le 22 juin. Après en avoir examiné le sommaire, Churchill écrivit à Eden en indiquant qu'à son avis l'une des principales causes des problèmes de moral et de discipline découlait du titre peu motivant de Local Defence Volunteer - suggérant en conséquence que la milice soit rebaptisée « Home Guard ». En dépit de la résistance d'Eden et d'autres fonctionnaires du gouvernement qui attirèrent l'attention sur le fait qu'un million de brassards « LDV » avaient déjà été imprimés et sur le coût excessif qu'entraînerait l'impression d'un autre million de brassards « Home Guard », Churchill n'en démordit pas et le 22 juillet les « Local Defence Volunteers » étaient officiellement rebaptisés « Home Guard ».

## Les missions de laHome Guarddans la défense du Royaume-Uni

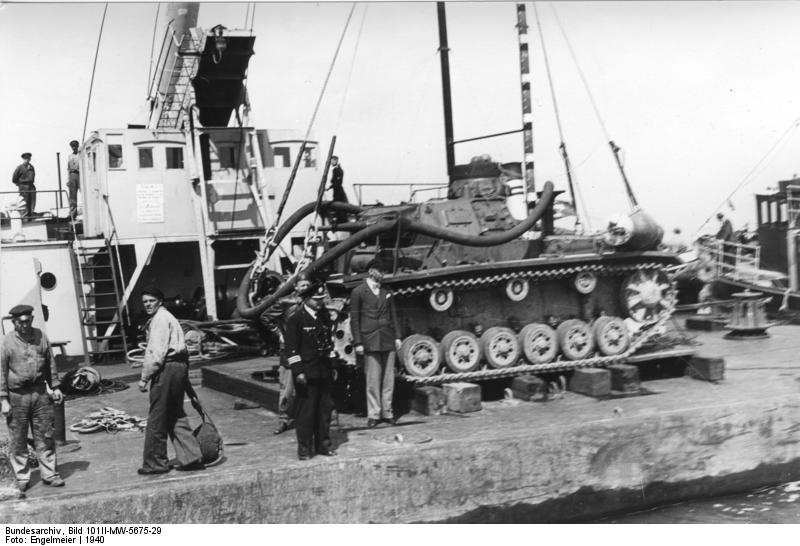
Panzer III dans un exercice dans le cadre de l'opération Seelowe.

Le rôle originel de la LDV avait été principalement d’observer et rapporté les mouvements ennemis. Mais ce rôle ce changera rapidement à un rôle plus agressif.

## Défense contre les parachutistes

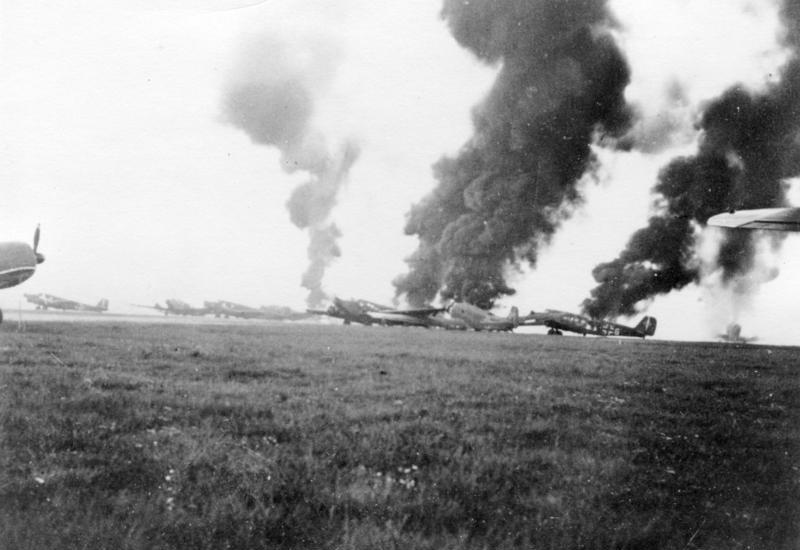

L'engagement de parachutistes allemands dans Rotterdam, où des Fallschirmjäger avaient atterri sur un stade de football puis détourné des véhicules particuliers pour se frayer un chemin jusqu'au centre-ville, avait démontré qu'aucun endroit n'était à l'abri d'une action militaire. Pire encore, la tentative d'enlèvement de la famille royale néerlandaise n'avait échoué de justesse que parce que les Hollandais avaient mis la main sur les plans détaillés de l'opération longtemps à l'avance. Pour contrer la menace d'un assaut aéroporté, la Home Guard se vit confier des postes d'observation où des piquets furent chargés de surveiller le ciel tous les soirs quasiment jusqu'à la fin de la guerre, d'abord armés de simples fusils de chasse.

### La « Ligne Maginot » britannique

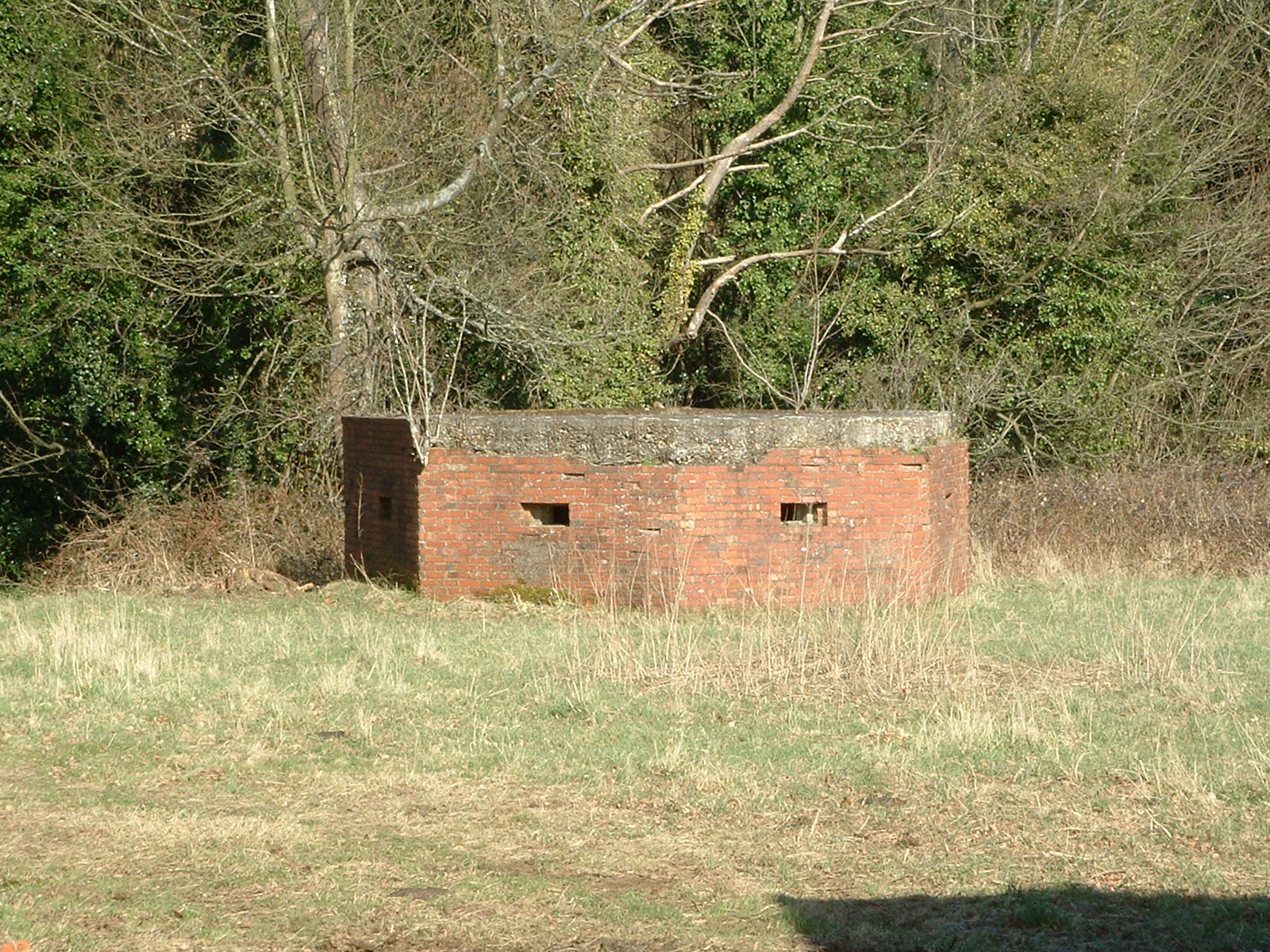
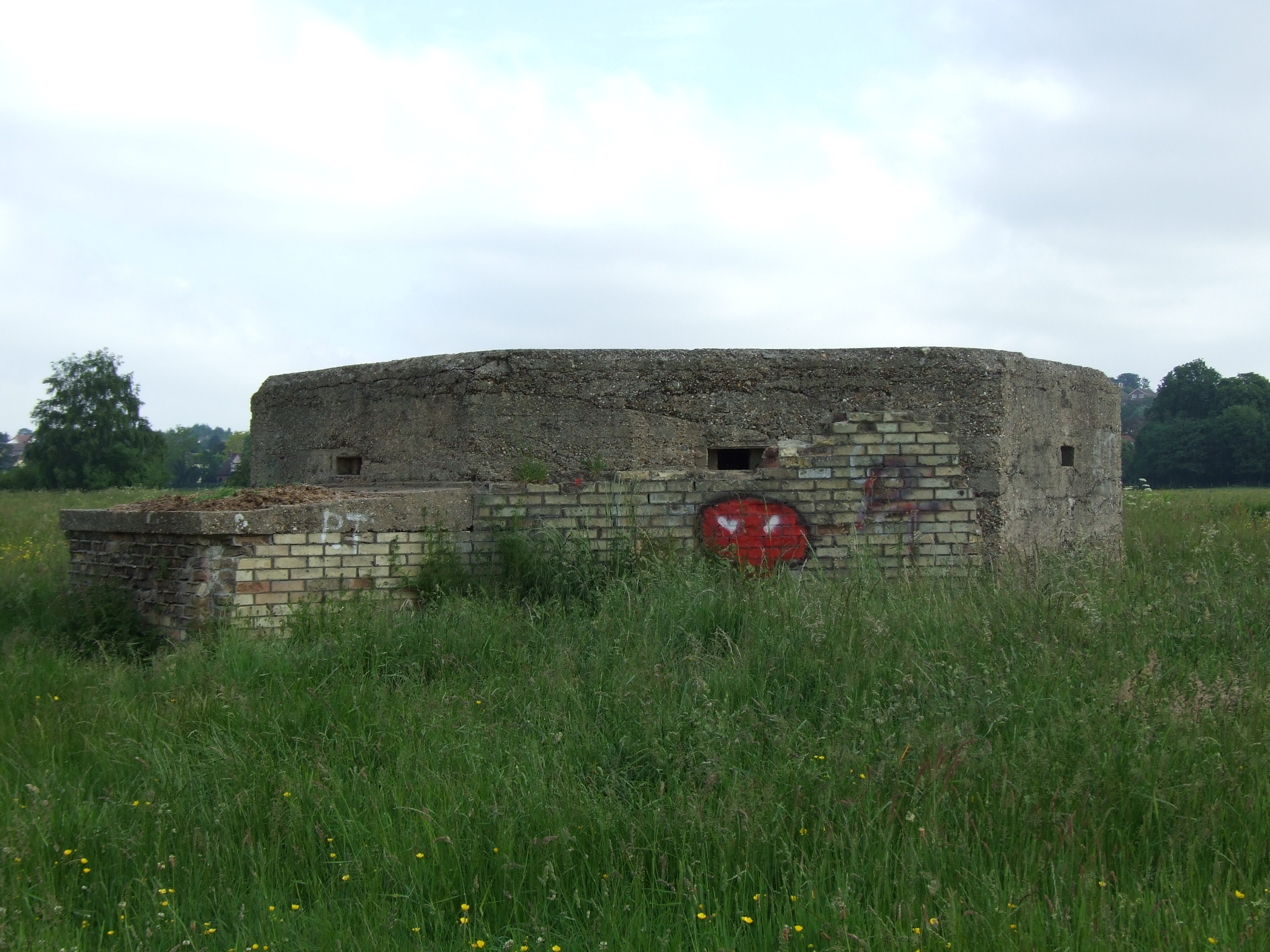
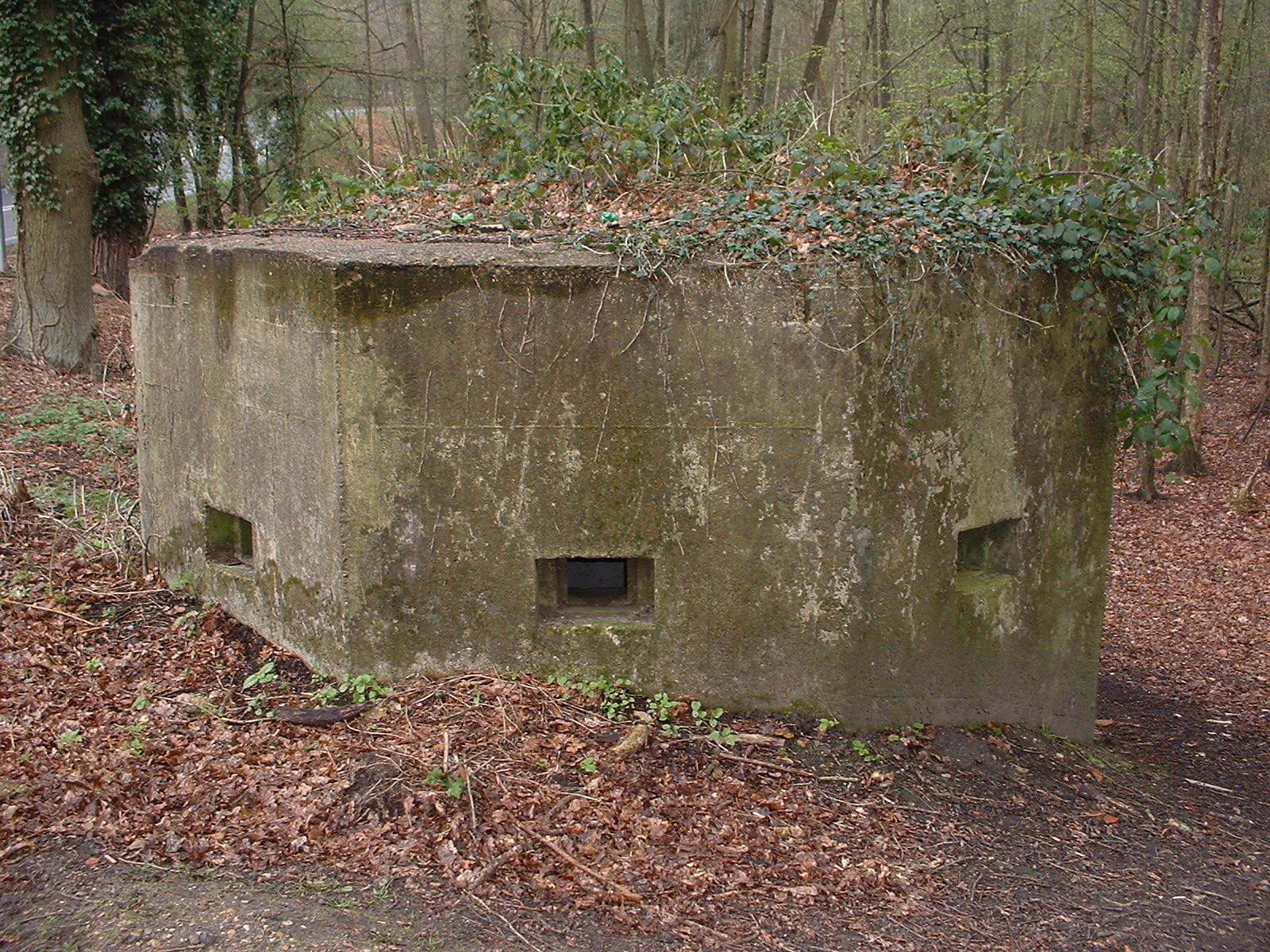
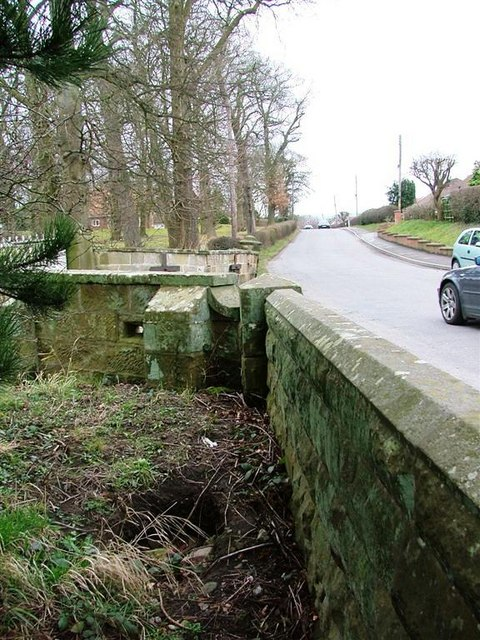

### Les «Auxiliary Units»
La Home Guard servit également de couverture pour les « Auxiliary Units », une force de volontaires hautement entraînés qui auraient dû constituer des unités de guérilla si le Royaume-Uni avait été envahi, préfigurant en cela les réseaux « Stay behind » qui seront secrètement mis en place au sein de l'OTAN pendant la Guerre froide.

## Formation, équipement et armement de laHome Guard

### Armement et équipement
La question des armes des unités de LDV était particulièrement problématique pour le War Office, puisqu'il était plus urgent de fournir l'équipement des troupes régulières après la débâcle de Dunkerque. Initialement, les LDV furent donc pauvrement armées (fourches et fusils de chasse), alors qu'on s'attendait à ce qu'elles dussent affronter des troupes équipées et entraînées. Des officiers de la Première Guerre mondiale utilisèrent leur Mk VI .455.
Des patrouilles furent organisées, à pied, à vélo, ou à cheval, souvent sans uniforme, à l'exception d'un brassard "LDV". Des patrouilles fluviales furent embarquées sur les barques et les canots privés des membres.
Le War Office diffusa des instructions sur la fabrication des cocktails Molotov et on constitua des stocks de fusils américains (M1917). Comme le calibre des munitions (30-06 de 7,62 mm) était proche mais différent de celui des munitions britanniques (.303 British de 7,90 mm), il fallut se préoccuper de marquer ces dernières d'une marque rouge, sous peine d'enrayer les fusils américains. La confusion continua quand on équipa en partie les Home Guard de P14 Enfield qui utilisaient la munition britannique. Quelques mitrailleuses M1917 Browning furent adaptées au calibre britannique en prévision de leur utilisation par la Home Guard; en effet la production de .303 Vickers était réservée au remplacement des équipements abandonnés en France. Des fusils automatiques Browning et des pistolet mitrailleurs Thompson furent ensuite attribués aux LDV.
La Home Guard hérita aussi des armes que l'armée régulière ne voulait plus, telles l'antichar Blacker Bombard, ou la grenade Sticky bomb. Leur arsenal comprenait aussi des armes produites à petit prix et avec des matériaux qui n'étaient pas utilisés pour l'armée régulière, telles le Northover Projector, un mortier à poudre noire, la Grenade incendiaire spéciale n°76 et le Smith Gun, un petit canon portable sur une voiture, ce qui constitue un véhicule de combat improvisé.

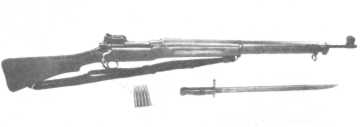
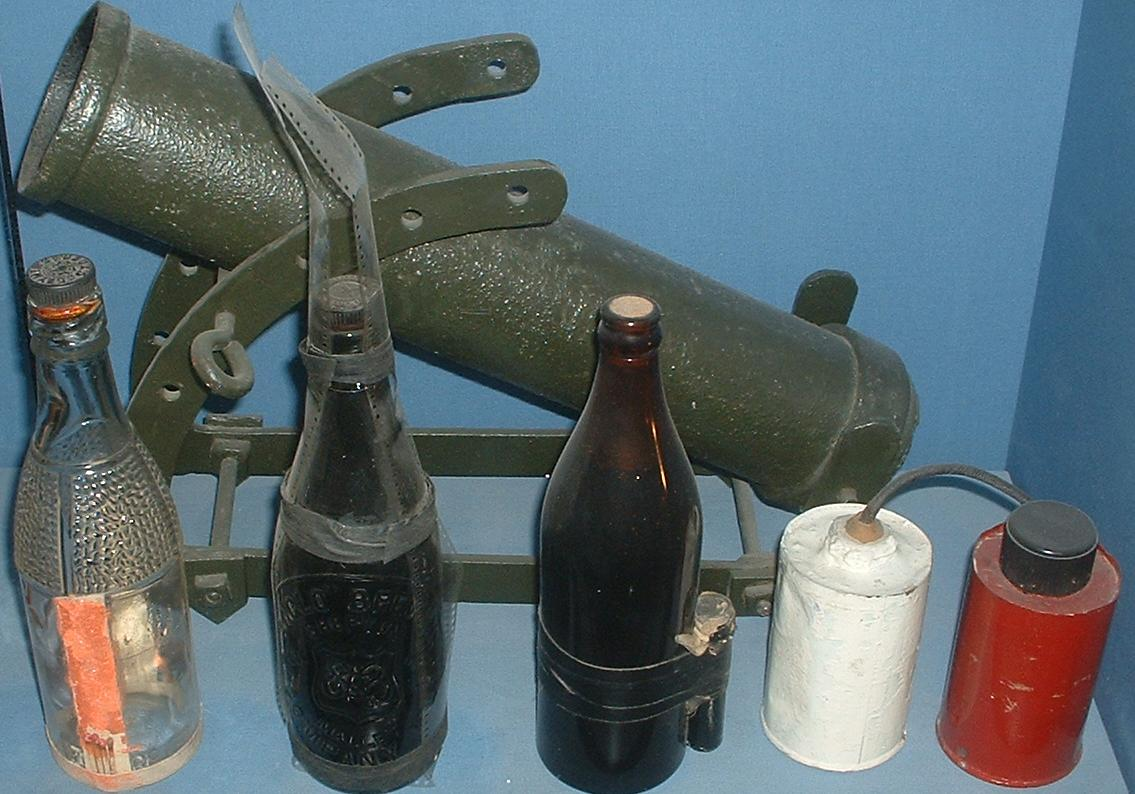
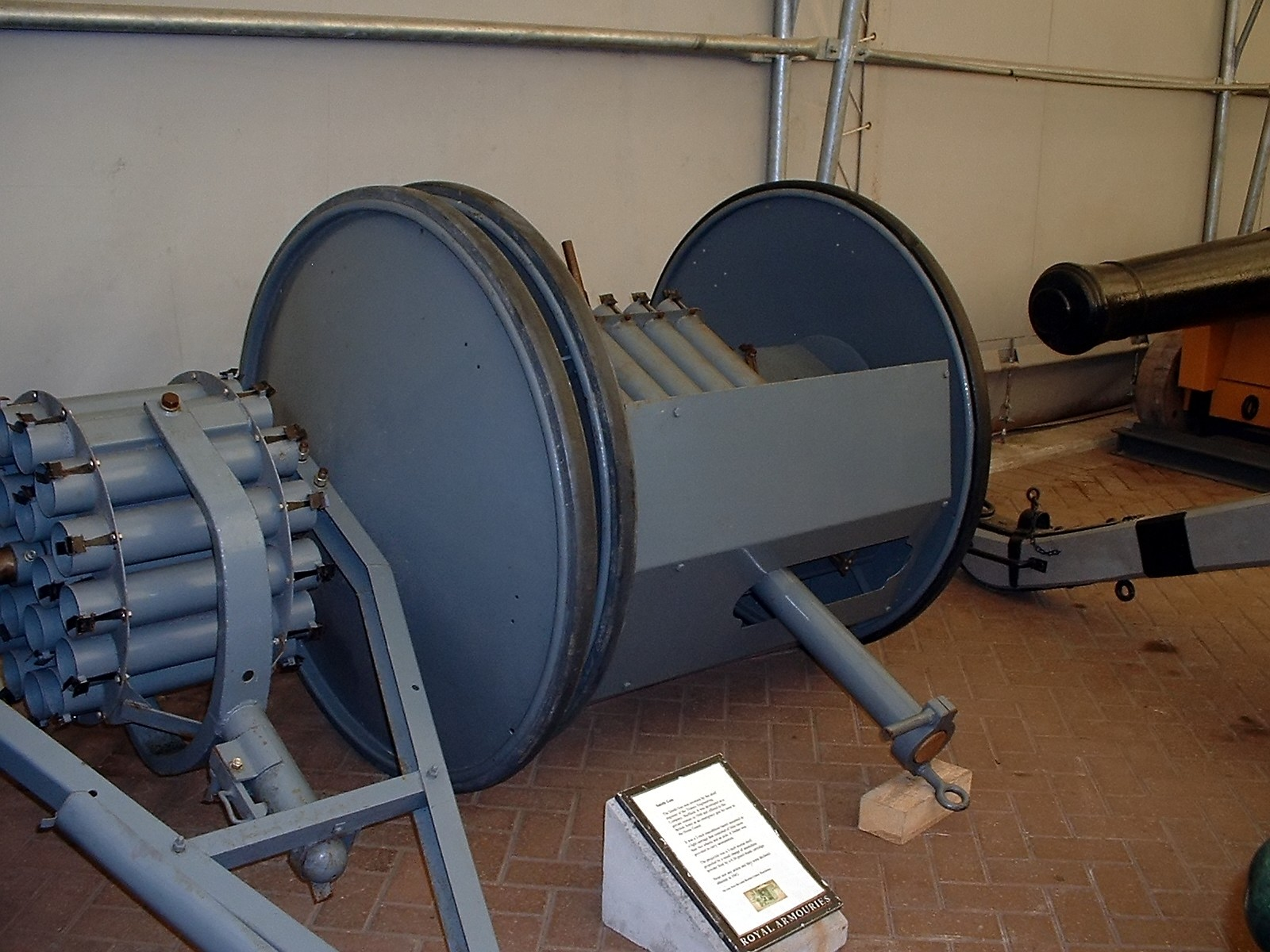
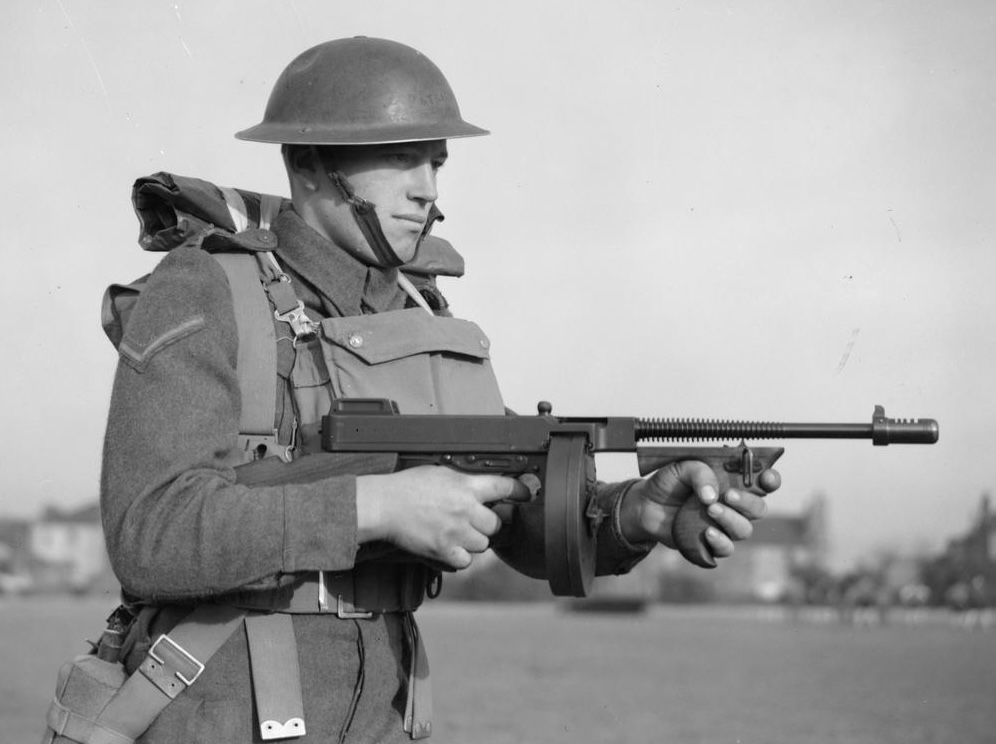

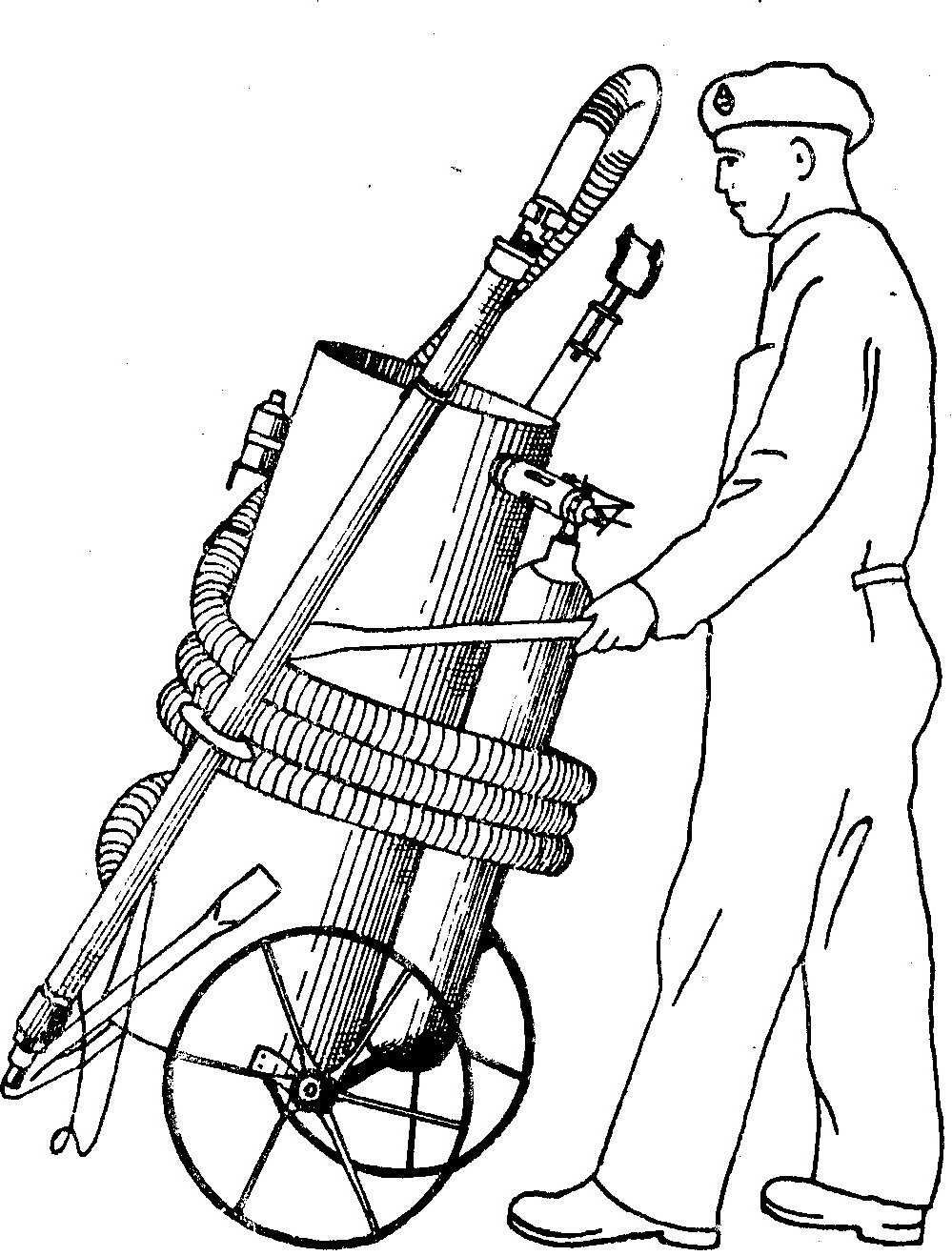
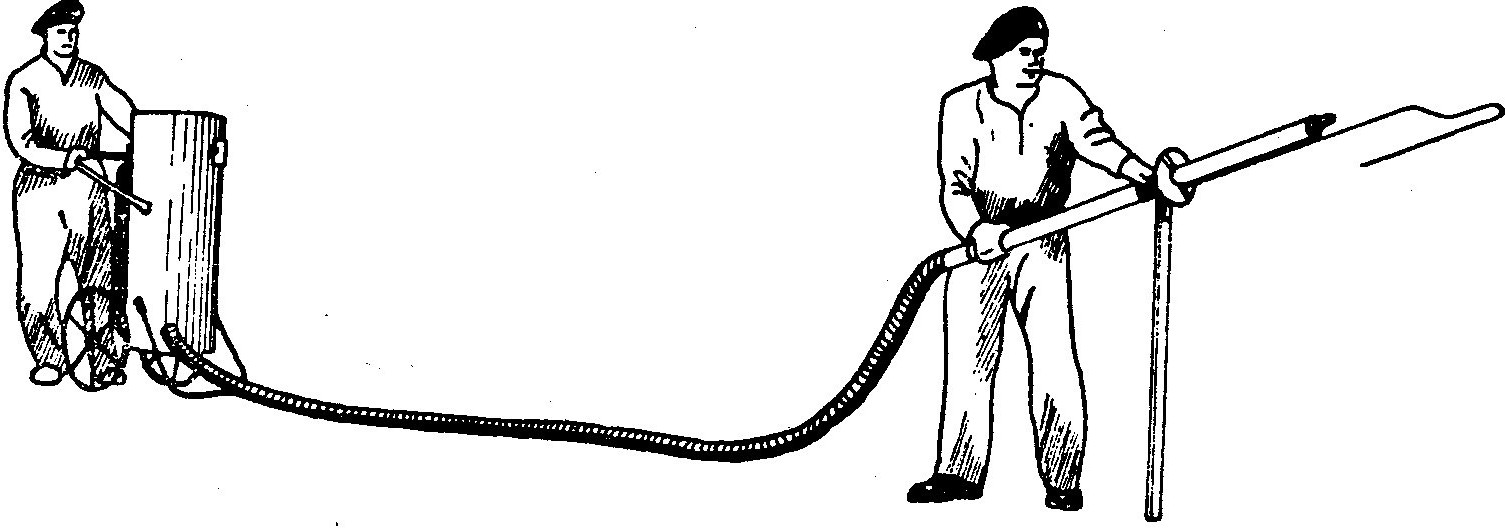
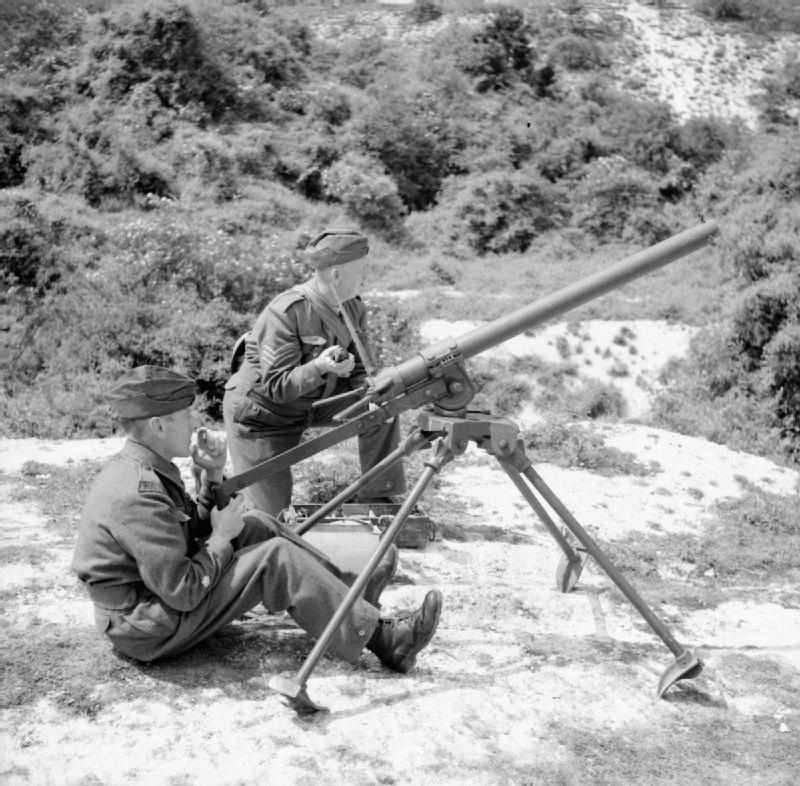

Il y eut aussi de nombreux essais de blindage de véhicules, en ajoutant des plaques d'acier à des voitures ou des camionnettes, que l'on dotait aussi de mitrailleuses. Quelques unités reçurent aussi des automitrailleuses, bien que ce soient des modèles dépassés par rapport à ceux de l'armée régulière.

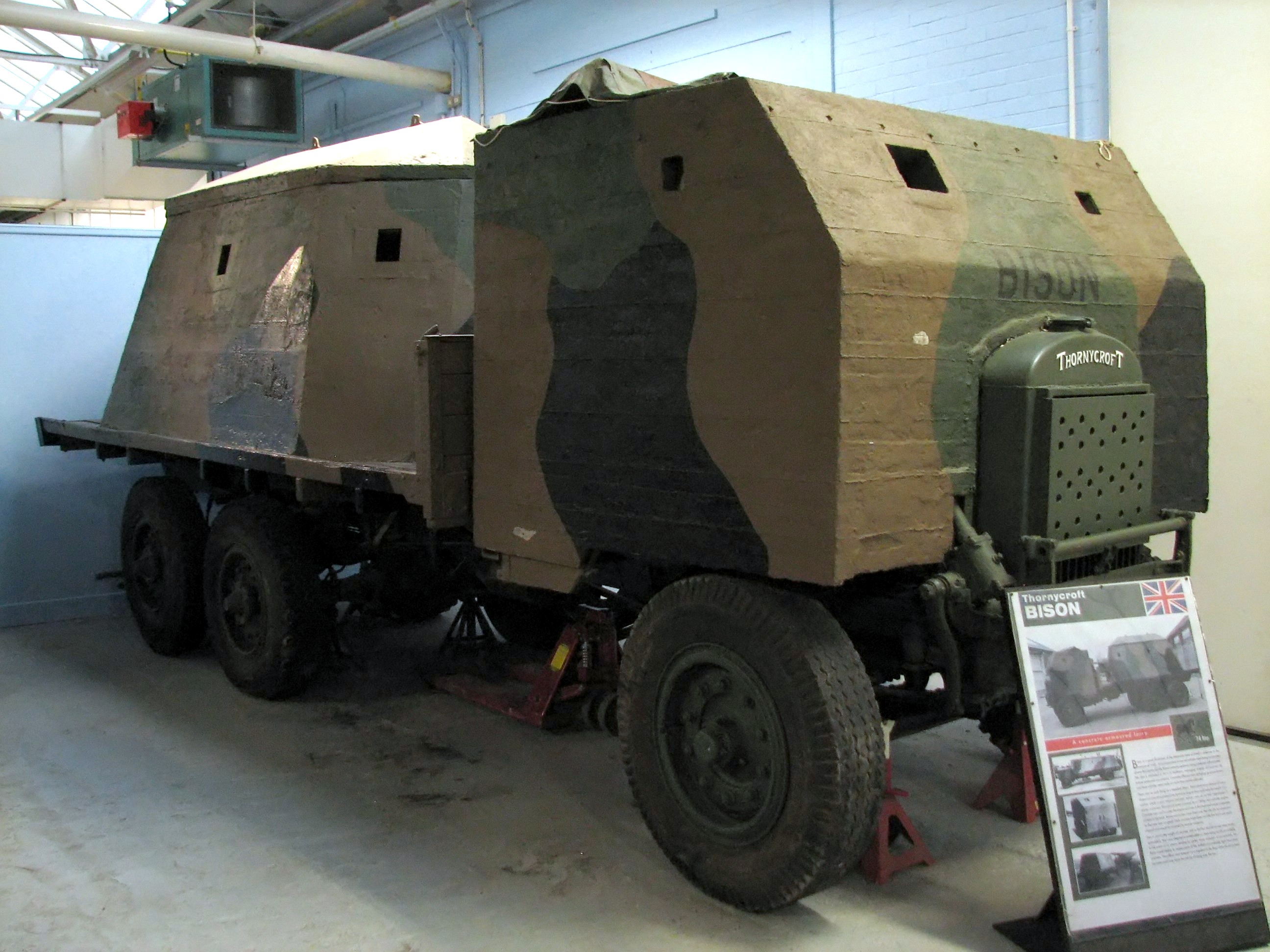
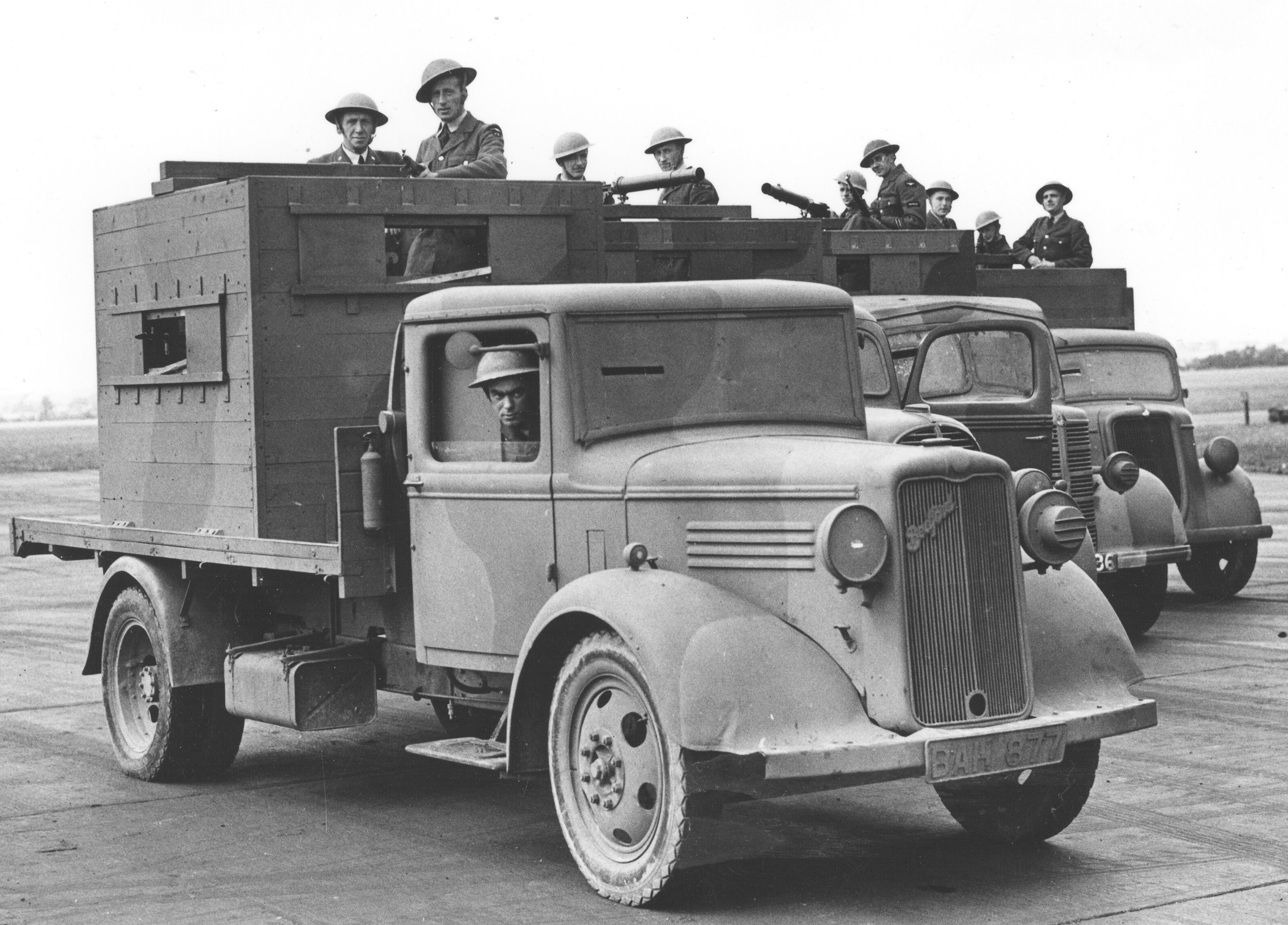
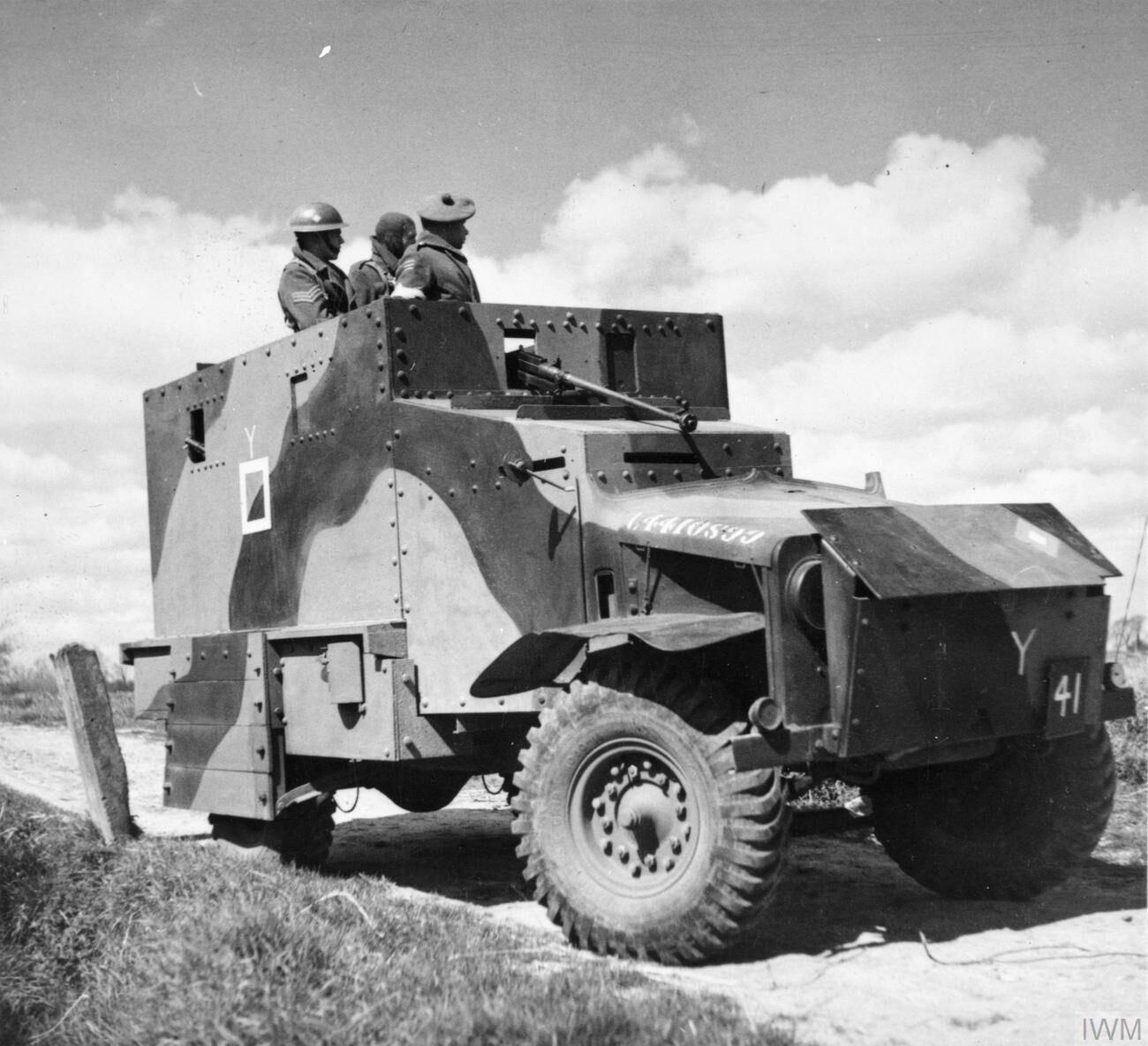

### Formation et entraînement
Un vétéran de la Guerre civile espagnole, Tom Wintringham, journaliste et promoteur de la LDV puis de la Home Guard, ouvre un camp privé d'entraînement à Osterley Park, à l'extérieur de Londres, début juillet 1940. Ses méthodes d'entraînement se basaient sur son expérience dans le cadre des Brigades internationales en Espagne, en particulier dans le combat anti-char et la gestion des explosifs
Le 23 juillet 1940, les LDV sont renommées "Home Guard", à l'instigation du Premier ministre Winston Churchill. Après quelques mois, leur furent fournis des uniformes et un équipement, après que les besoins urgents des forces régulières eurent été satisfaits.
Après septembre 1940 l'armée régulière repris en main l'entrainement à Osterley, et Wintringham et ses associés furent mis sur la touche. Il démissionna en avril 1941, sans avoir jamais pu devenir membre de la Home Guard, à cause de son ancienne appartenance au communisme.
Cependant l'équipement et l'entraînement de la Home Guard ne devint standardisé qu'en 1943, après une longue période de bricolage et d'improvisation.

## LaHome Guarddans la guerre
Même après la disparition de la menace d'invasion, la Home Guard fut maintenue pour un certain nombre de poste de garde, ainsi que pour assurer quelques services dont étaient ainsi dispensées les troupes régulières, plus utiles outremer. En 1942 le National Service Act autorisa un enrôlement plus intense pour les unités qui manquaient de personnel ; également, le rang le plus bas de la Home Guard, passa de 'volunteer' à 'private' pour être mis au niveau de l'usage de l'armée régulière. Après l'Operation Overlord et l'entrée en Allemagne des forces alliées, la Home Guard fut formellement arrêtée le 3 décembre 1944 et finalement dissoute le 31 décembre 1945.
Initialement, la Home Guard n'accepta pas de femmes dans ses rangs, et certaines femmes se formèrent en groupes indépendants comme les Amazon Defence Corps. Plus tard, une organisation non officielle, la Women’s Home Defence (WHD), réunit divers groupe à travers le pays. Les limites imposées à leur action étaient qu'elles devaient se cantonner à des rôles de considérés habituellement comme féminin dans le soutien des forces armées, et jamais comme combattantes.
On peut encore noter 50 à 60 citoyens américains résidant à Londres qui formèrent un 'American Squadron' commandé par le général Wade H Hayes, malgré la remarque de l'ambassadeur américain à Londres, Joseph Kennedy, qui avertissait qu'en cas d'invasion, l'existence de ce squadron serait un prétexte pour l'exécution de tous les citoyens américains présents comme francs-tireurs.
À la cessation de la Home Guard en 1944, tous les membres masculins furent dotés d'un certificat. ce n'est qu'en 1945 que les femmes y eurent droit également. Une seule décoration fut accordée, la Defence Medal, à condition d'avoir servi pendant trois ans et à la requête de l'intéressé.

## LaHome Guardde la guerre froide
Une version modernisée de la Home Guard fut brièvement ré-établie en décembre 1951. Bien que les unités des zones côtières fussent autorisées à se reconstituer entièrement, cette Home Guard souffrit de la réorganisation complète des schémas de défense britanniques à la suite de l'avènement de la bombe H. Elle fut dissoute en juillet 1957.
Dans les années 1980 fut établie la Home Service Force (en). Cette force était constituée de vétérans qui ne satisfaisaient pas les exigences d'accès à la Territorial Army. Il était prévu que cette force, dispersée à raison d'une compagnie par bataillon de la Territorial Army, soit utilisée à la surveillance de points stratégiques en remplacement de la Territorial Army au cas où celle-ci, mieux entraînée, serait appelée sur des terrains plus importants. Les premières unités expérimentales sont formés en    septembre 1982. En 1985, elle se développe et atteint un effectif de 5 000 volontaires. La Home Service Force fut dissoute en 1993.

## LaHome Guarddans la culture anglo-saxonne
- Le film de propagande militaire Went the Day Well?, avec Thora Hird, réalisé aux Ealing Studios en 1942 présente la collaboration de la Home Guard et de populations locales pour empêcher une invasion de parachutistes allemands.

- Noël Coward écrit une chanson en 1943, "Could You Please Oblige Us with a Bren Gun?" qui ironise sur le désordre et le manque de ravitaillement communément ressentis dans la Home Guard, et même dans tout le Royaume-Uni pendant la guerre.

- La Home Guard a un rôle important aussi dans Colonel Blimp réalisé en 1943 par Michael Powell et Emeric Pressburger : le personnage principal, un militaire à la retraite, rejoint la Home Guard et y accède à une position élevée.

- En 1943, le film britannique Get Cracking (en) avec George Formby présente un caporal de la Home Guard qui perd et regagne sans cesse son grade. Sa patrouille est en concurrence avec les sections de Major et Minor Wallop. À la fin, Formby est promu sergent à la suite de l'invention d'une arme secrète, un tank fait maison[18].

- La Home Guard a été immortalisée par la série télévisée Dad's Army (1968–1977), qui présente la formation et le fonctionnement d'une patrouille dans la ville fictive de Walmington-on-Sea. C'est elle qui a maintenu en mémoire le travail de la Home Guard chez les britanniques. Un film, du même nom et inspiré de la série est sorti au cinéma en 2016.

- La Home Guard apparaît aussi dans le film d'animation l'Apprentie sorcière produit en 1971 par Disney.

## Liens externes - Musées

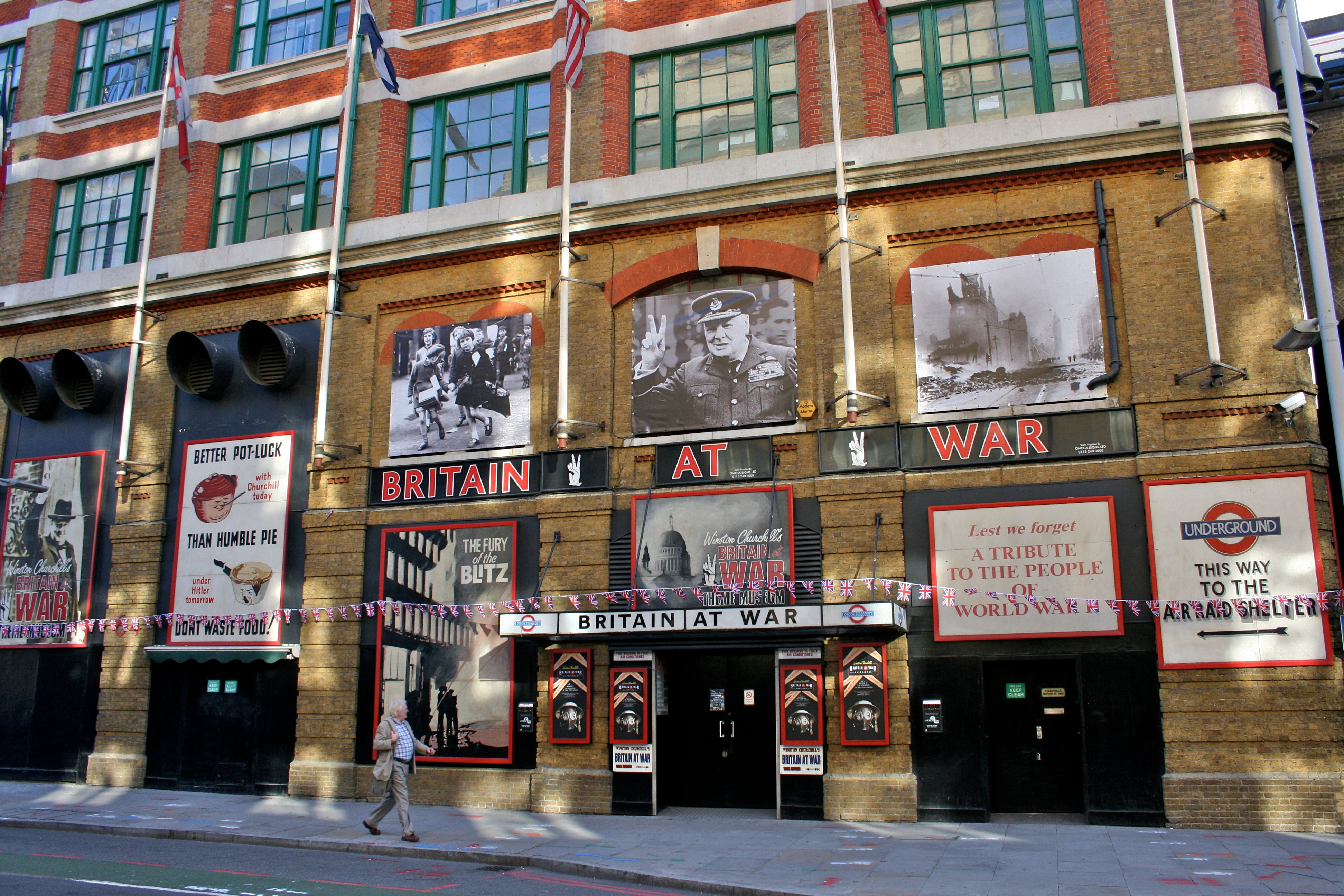
Britain at War Experience.